# Lycée Pierre-Paul-Riquet
 (novembre 2019).
Le lycée Pierre-Paul-Riquet est un établissement d'enseignement secondaire et supérieur situé au sein de la commune de Saint-Orens-de-Gameville. 
Le lycée devient le premier à être labellisé Lycée de l'Espace, le 9 juin 2010 par l'Éducation nationale,. Il compte en octobre 2022, près de 1 700 élèves, et 200 personnels.

## Histoire
Le lycée Saint-Orennais fut fondé le 1er septembre 1991, et a le statut juridique d'« établissement public local d'enseignement. »

### Lycée de l'Espace
D'après le site de l'Éducation nationale, « Le lycée de l'espace est né de la volonté de l'agence spatiale française (CNES), de l'académie de Toulouse et de la région Midi-Pyrénées d'améliorer la visibilité du secteur spatial dans le système éducatif. Dans la capitale européenne de l'espace, cette initiative vise à renforcer la valorisation du secteur spatial auprès des lycéens et plus largement des publics scolaires. Au regard de ses nombreuses applications au service des citoyens et des métiers qui en découlent, le secteur spatial occupe en effet une place stratégique dans le développement du monde d'aujourd'hui et anticipe les défis culturels, sociétaux, scientifiques, économiques et techniques auxquels nous serons confrontés demain.
Il était naturel que la forte vocation spatiale de l'activité industrielle et de recherche de l'agglomération toulousaine conduise à la réalisation de ce projet. »

Le parcours espace proposé par le lycée se répartit sur les trois niveaux du lycée, :

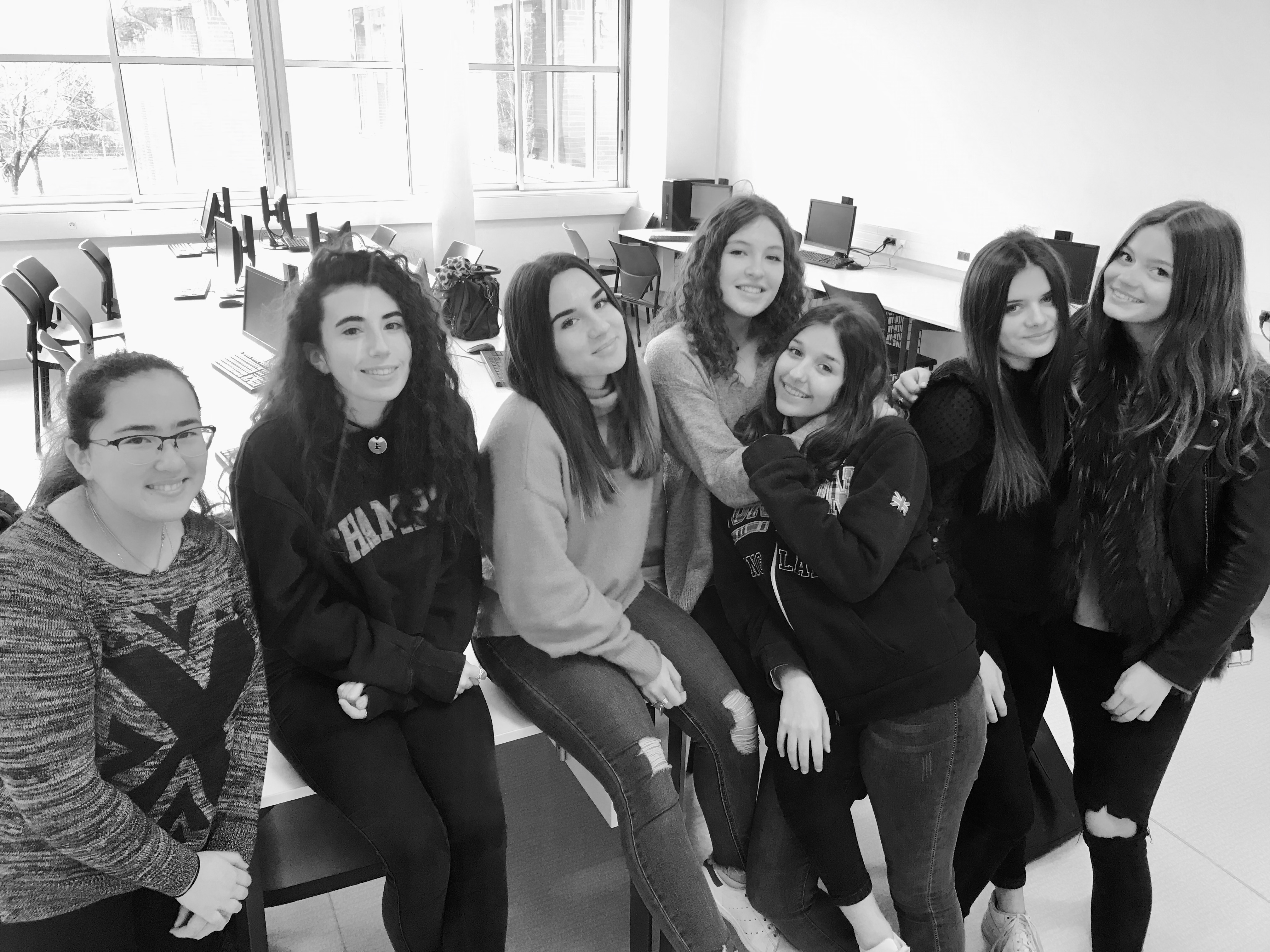
Groupe d'élèves ayant contribué à l'écriture de l'article sur Edwige Bonnevie, femme scientifique.

- E² en classe de seconde (Espace et Exploration)
- E.V.H en classe de première (Espace et Vols Habités)
- Astro en classe de terminale (Astronomie)

En 2018, des élèves de terminale de la section E² (spécialisée dans le domaine spatial) du lycée Pierre-Paul-Riquet ont participé au Toulouse Space Show.
En 2021, les élèves de la section Astro ont pu établir un contact avec l'astronaute français Thomas Pesquet dans le cadre d'une collaboration avec des radioamateurs au sein de la Cité de l'Espace.
En 2023, les élèves de première EVH remporte le prix E-conteur avec leur montage vidéo Rêverie.[réf. nécessaire]
Régulièrement des astronautes américains, russes et européens se rendent au lycée afin de donner des conférences aux élèves suivant le parcours espace ou le brevet d'initiation aéronautique,,. Des astrophysiciens et des médecins d'astronaute y font aussi des conférences.

### Classement du lycée
En 2018, le lycée se classe au 11e sur 37 au niveau départemental quant à la qualité d'enseignement et 480e sur 2 277 au niveau national. Le classement s'établit sur trois critères : le taux de réussite au bac, la proportion d'élèves de première qui obtient le baccalauréat en ayant fait les deux dernières années de leur scolarité dans l'établissement, et la valeur ajoutée (calculée à partir de l'origine sociale des élèves, de leur âge et de leurs résultats au diplôme national du brevet).

## Enseignements
En 2023, le lycée propose différentes sections d'enseignements allant du secondaire général et technologique jusqu'aux classes préparatoires aux grandes écoles ainsi que des BTS. En partenariat avec l'Armée de l'air (France), le lycée propose aux élèves de tous niveaux de préparer l'examen du brevet d'initiation aéronautique et de le présenter en fin d'année. Les cours sont dispensés par des réservistes de l'armée de l'air.